# Séverine Liénard
Séverine Liénard (Valenciennes, 19 febbraio 1979) è una pallavolista francese.
Gioca nel ruolo di schiacciatrice nel Turnverein Fischbek von 1921.

## Carriera
La carriera di Séverine Liénard inizia nel 1993 nelle giovanili dell'U.A. Seyssins Volley Ball dove resta per due stagioni; sempre a livello giovanile giocherà anche per un'annata nell'ESMT Volley Ball Meylan.
Nel 1996 comincia la sua carriera professionale esordendo nella massima serie del campionato francese con la maglia del Racing Club Villebon 91; la stagione seguente viene ingaggiata da La Rochette Volley dove resta per quattro anni. Nel 1998 ottiene la prima convocazione nella nazionale francese.
Nel 2001, dopo aver partecipato al campionato europeo, passa al Gazélec Béziers Volley-Ball, dove resta per tre stagioni; nel 2007 si trasferisce in Germania, nel TV Fischbek Amburgo, militante nel massimo campionato tedesco.